# Jižní Korea na Letních olympijských hrách 1984
Jižní Koreu na Letních olympijských hrách v roce 1984 v americkém Los Angeles reprezentovala výprava 175 sportovců (116 mužů a 59 žen) v 19 sportech.

## Medailisté
| Medaile | Jméno | Sport       | Soutěž                      |
| ------- | --- | ----------- | --------------------------- |
| Zlato   | Seo Hyang-Soon | Lukostřelba | Ženy jednotlivci            |
| Zlato   | Shin Joon-Sup | Box         | Muži do 71 kg               |
| Zlato   | An Pjong-kun | Judo        | Muži do 71 kg               |
| Zlato   | Ha Hjong-ču | Judo        | Muži do 95 kg               |
| Zlato   | Kim Won-ki | Zápas       | muži, řecko-římský do 62 kg |
| Zlato   | Ju In-tchak | Zápas       | muži, volný styl do 68 kg   |
| Stříbro | Park Chan-Sook Sung Jung-A Lee Hyung-Sook Lee Mi-Ja Moon Kyung-Ja Kim Eun-Sook Kim Hwa-Soon Kim Young-Hee Choi Aei-Young Choi Kyung-Hee Jeong Myung-Hee                         | Basketbal   | Turnaj žen                  |
| Stříbro | An Young-Su | Box         | Muži do 67 kg               |
| Stříbro | Yoon Soo-Kyung Son Mi-Na Sung Kyung-Hwa Yoon Byung-Soon Kim Ok-Hwa Lee Soon-Ei Lee Young-Ja Kim Choon-Rye Kim Kyung-Soon Kim Mi-Sook Han Hwa-Soo Jeong Hyoi-Soon Jeung Soon-Bok | Házená      | Turnaj žen                  |
| Stříbro | Kim Če-jop | Judo        | Muži do 60 kg               |
| Stříbro | Hwang Jung-Oh | Judo        | Muži do 65 kg               |
| Stříbro | Kim Čong-kju | Zápas       | muži, volný styl do 52 kg   |
| Bronz   | Kim Jin-Ho | Lukostřelba | Ženy jednotlivci            |
| Bronz   | Chun Chil-Sung | Box         | Muži do 60 kg               |
| Bronz   | Čo Jong-čchol | Judo        | Muži nad 95 kg              |
| Bronz   | Pang Te-du | Zápas       | muži, řecko-římský do 52 kg |
| Bronz   | Son Kab-to | Zápas       | muži, volný styl do 48 kg   |
| Bronz   | Kim I-kon | Zápas       | muži, volný styl do 57 kg   |
| Bronz   | I Čong-kun | Zápas       | muži, volný styl do 62 kg   |